# Voetbalkampioenschap van Saale 1925/26
In 1925/26 werd het negentiende voetbalkampioenschap van Saale gespeeld, dat georganiseerd werd door de Midden-Duitse voetbalbond. Sportfreunde Halle werd kampioen en plaatste voor de Midden-Duitse eindronde. De club versloeg TuR 1861 Weißenfels, FC Germania Halberstadt, SV Viktoria 1903 Zerbst en verloor in de halve finale van Dresdner SC.
In de eindronde voor vicekampioenen verloor SV 1898 Halle van Weißenfelser FV Schwarz-Gelb 1903.

## Gauliga
| Plaats | Club                      | Wed. | W  | G | V  | Saldo  | Ptn.  |
| ------ | ------------------------- | ---- | -- | - | -- | ------ | ----- |
| 1.     | FV Sportfreunde Halle     | 16   | 14 | 1 | 1  | 98:21  | 29:03 |
| 2.     | SV 1898 Halle             | 16   | 11 | 2 | 3  | 60:18  | 24:08 |
| 3.     | Hallescher FC Wacker 1900 | 16   | 11 | 1 | 4  | 62:34  | 23:09 |
| 4.     | VfL 1912 Merseburg        | 16   | 9  | 1 | 6  | 50:33  | 19:13 |
| 5.     | VfL Halle 1896            | 16   | 6  | 2 | 8  | 37:45  | 14:18 |
| 6.     | SV Merseburg 99           | 16   | 4  | 5 | 7  | 32:39  | 13:19 |
| 7.     | SpVgg Borussia 02 Halle   | 16   | 4  | 3 | 9  | 27:44  | 11:21 |
| 8.     | SC Favorit Halle          | 16   | 3  | 3 | 10 | 25:55  | 09:23 |
| 9.     | FC Preußen/Komet Halle    | 16   | 1  | 0 | 15 | 16:118 | 02:30 |

|  | Kampioen, geplaatst voor Midden-Duitse eindronde |
|  | Geplaatst voor eindronde vicekampioenen          |
|  | Degradatie                                       |